# Пума (тяжёлый бронетранспортёр)
Пума (ивр. פומ"ה‎) — израильский тяжёлый гусеничный бронетранспортёр и бронированная машина разминирования с системой дистанционного разминирования «Рицуф» и катковым тралом Армии обороны Израиля.
«Рицуф» — система дистанционного разминирования, Это РСЗО на 20 ракет калибра 265 мм, навешиваемая на заднюю часть ИМР (инженерной машины разграждения) — в АОИ в этой роли используют тяжёлые БТР «Пума», «Нагмашот» (в резерве) и «Намер hандаса» (вариант «Намер» для инженерных войск). Существует и буксируемый образец, впрочем на вооружении АОИ он не замечен. Также возможен монтаж ПУ внутри специально предназначенной для этого бронемашины.
Ракеты используют БЧ объёмного взрыва (fuel-air explosive). Насколько это известно, это единственный тип вооружения АОИ, использующий данный тип боеприпаса. Полный залп «Рицуф» за 1 минуту создаёт в минном поле проход длиной около 100 м и шириной 6—8 м. Запуск ракет производится с дистанции 65—165 м от переднего края минного поля и осуществляется по заложенной в компьютер программе в автоматическом, полуавтоматическом или ручном режиме (то есть отстрел по одной ракете). Созданный в минном поле проход отмечается торчащими из земли стабилизаторами ракет. После залпа ПУ может быть быстро перезаряжена расчётом в полевых условиях. Для тренировки используются учебные ракеты без БЧ. Минимально необходимый расчёт — всего 2 человека.
Этот БТР разработан на шасси танка «Центурион» и подвеске танка Меркава Мк2, является израильской разработкой. Способен перевозить 7—8 пехотинцев.
Со старых танков «Центурион», снятых с эксплуатации, были удалены башни, и эти машины были превращены в боевые машины инженерных войск. Они предназначены для перевозки боевых инженерных групп под защитой самого высокого по заверению производителя уровня. Данная машина может быть оснащена устройствами разминирования и другим инженерным оборудованием.

## Галерея

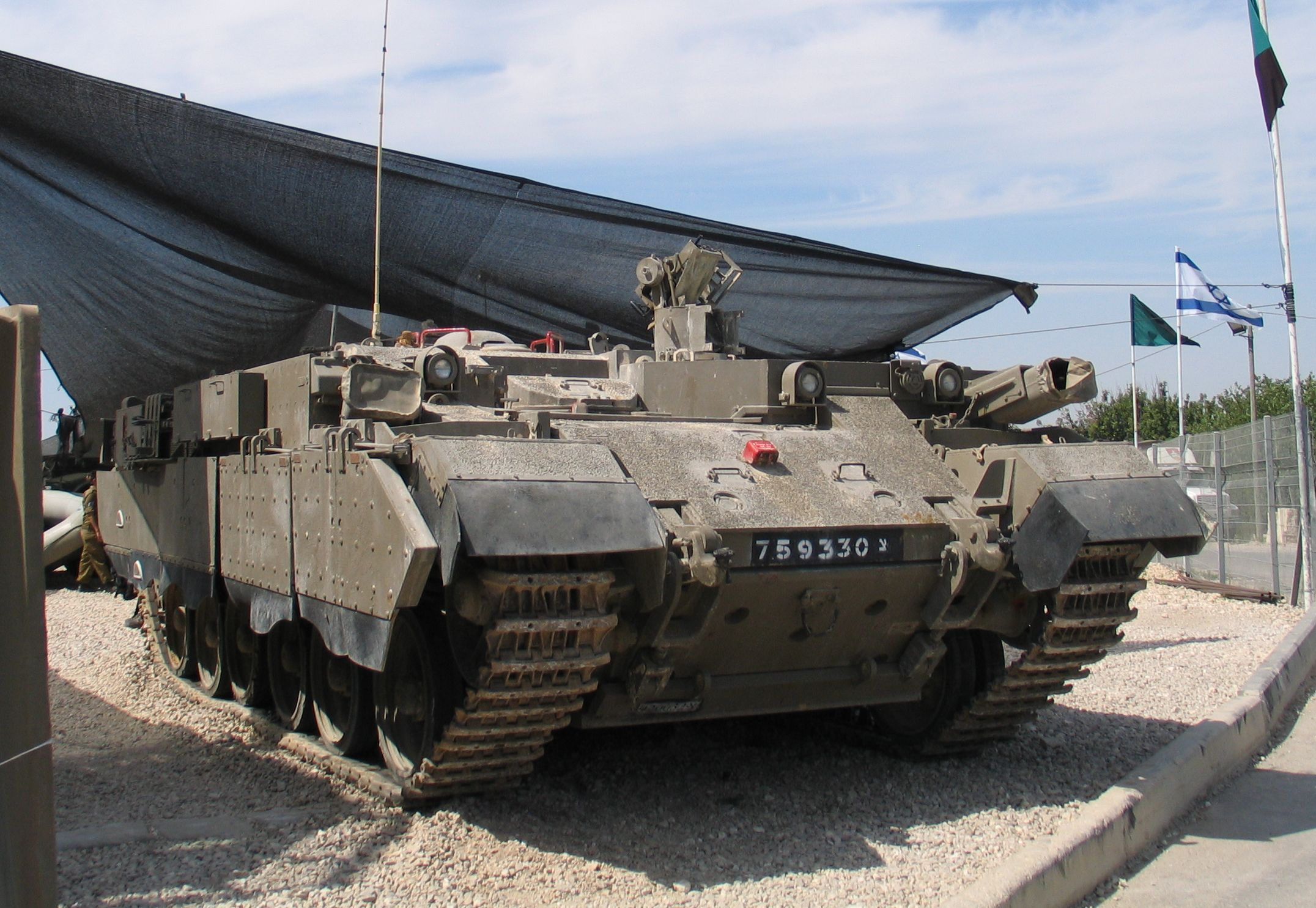
Пума на территории Музея бронетанковых войск в Латруне.
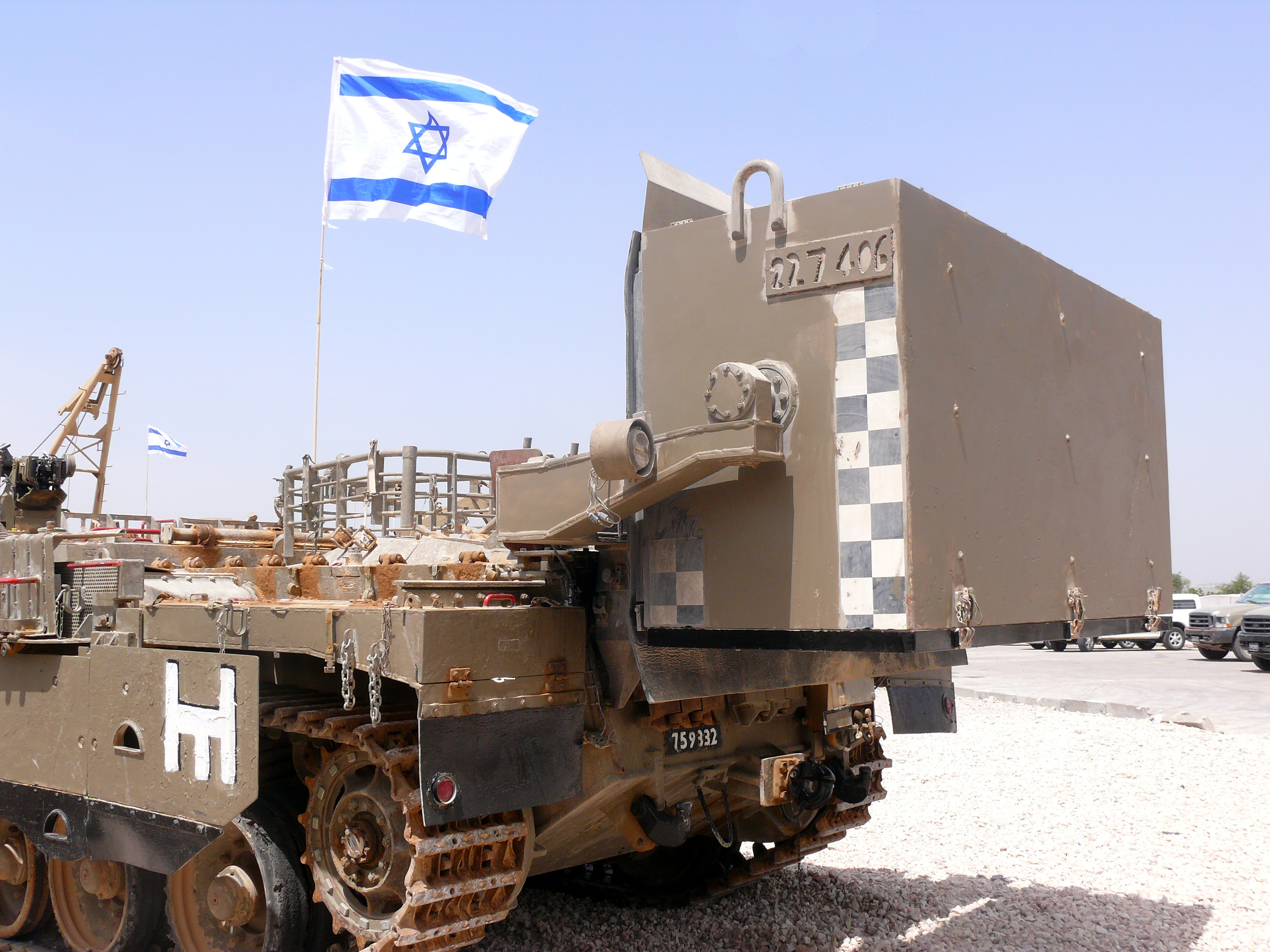
Пума c cистемой дистанционного разминирования «Рицуф».
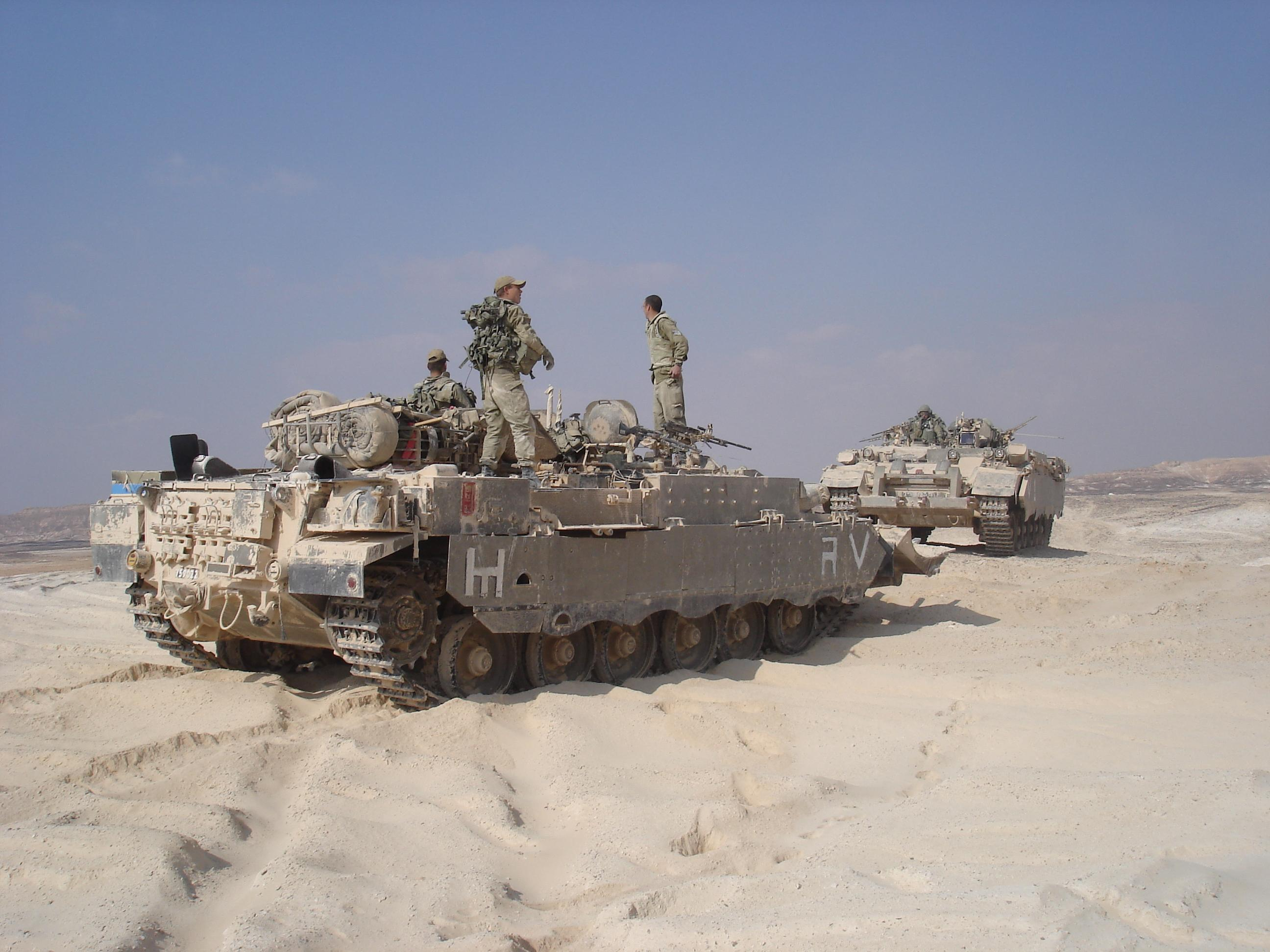
Пума с отвалом.
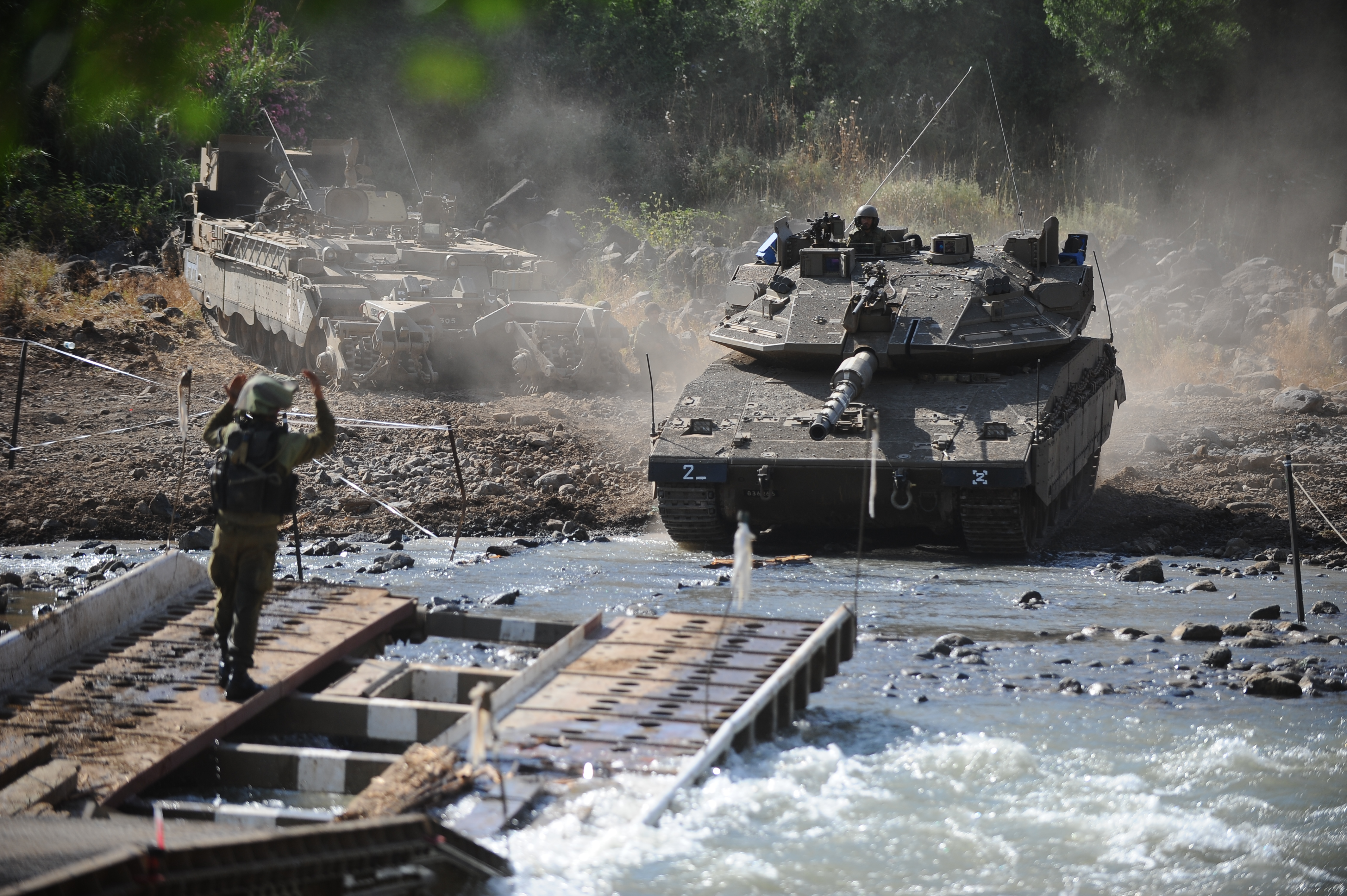
Пума с катковым минным тралом.